# Raul Gil
Raul Gil (São Paulo, 27 de janeiro de 1938) é um apresentador de televisão, cantor e compositor brasileiro. Com mais de sessenta anos de carreira, é um dos mais antigos apresentadores em atividade na televisão brasileira. Ao longo de sua trajetória, passou por diversos canais, consolidando seu nome como um dos ícones da TV.

## Carreira

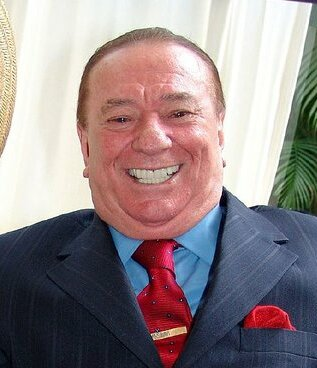
Gil em 2005

Filho dos imigrantes espanhóis José Gil Reales e Esperanza Leocadio García, ambos nascidos em Calasparra na Região de Múrcia, na juventude foi office-boy em rádio e TV e teria sido rejeitado dezessete vezes em vários programas de rádio e televisão até conseguir participar de um apresentado por Hebe Camargo. Num quadro patrocinado pelo pó achocolatado Toddy, denominado Calouros Toddy, em 1957, na antiga TV Paulista, Raul ganhou o concurso e começou sua carreira bem-sucedida, passando a se apresentar em vários locais: parques de diversão, circos, festas, etc. Começou a trabalhar com um grupo de artistas, entre os quais: Manuel de Nóbrega, Adoniran Barbosa, Maria Teresa e outros, que eram destaque na época. Viajou com a Caravana do Peru, dirigida por Silvio Santos. Em 8 de dezembro de 1960, foi convidado por Sônia Ribeiro para cantar em seu programa. Em 11 do mesmo mês iniciou como cantor profissional, no programa "Alegria dos Bairros" de Geraldo Blota. Na época em que começou a cantar e por influência dos pais, pois a moda era essa, Raul gostava de cantar boleros.
E percebeu só então que gostava também de humor, pois é uma pessoa sempre bem humorada. E tem facilidade para fazer imitações. Ele imitava convincentemente os cantores Gregorio Barrios, Vicente Celestino, Cauby Peixoto e os humoristas Amácio Mazzaropi e Ronald Golias. E foi assim que virou apresentador de programas, somando essas suas características. Em 1967, José Vasconcellos, que era apresentador de um programa na TV Excelsior, desistiu e Raul o substituiu em cima da hora, estreando o programa Raul Gil Room. Em 1973 assinou com a RecordTV e estreou o Programa Raul Gil, o qual passou depois para a Bandeirantes, Tupi, TV Rio e Manchete. Seu programa de estilo tradicional esteve em todas as grandes redes de televisão do Brasil, com exceções da TV Globo e RedeTV!. Em 2010, acertou retorno ao SBT, onde trabalhou de 1981 a 1984. Em dezembro de 2016, chegou a anunciar que deixaria o SBT em 2017, porém seu contrato foi renovado em janeiro daquele ano.
Em 6 de dezembro de 2024, Raul Gil anuncia sua demissão do SBT, após 14 anos de atuação na emissora, causando o fim do seu programa, que teve a última edição exibida em 28 de dezembro do mesmo ano, sendo esta dedicada ao Shadow Brasil Gospel, o show de talentos da música gospel, exibido pelo programa.
Após o anúncio, surgiram especulações de que o apresentador estaria negociando com outras emissoras, como a Band, onde trabalhou até 2010 antes de migrar para o SBT, e a RedeTV!. Os diretores e executivos da Band, com que Raul manteve contato, informaram que não havia espaço na grade de programação da emissora para seu programa, e mesmo assim, Raul Gil teria mantido negociações com a RedeTV! e, como segunda opção, cogitado a TV Aparecida, marcando sua primeira contratação por ambas as emissoras. Entretanto, em janeiro de 2025, Raul Gil e sua equipe declararam que tanto o apresentador quanto o grupo responsável por sua carreira profissional estavam de férias. Eles esclareceram que o futuro do apresentador na televisão seria decidido apenas após esse período de descanso, desmentindo as informações divulgadas por fontes sobre negociações com outras emissoras.
Antes de sua saída no SBT, Raul Gil já havia declarado aposentadoria durante o Domingão com Huck, exibido pela TV Globo, em 31 de março de 2024, como especial de páscoa. No entanto, meses depois, durante o The Noite com Danilo Gentili, afirmou o oposto, negando qualquer possibilidade de aposentadoria, fragilizando sua relação com o SBT, sendo esta a possível razão para sua demissão na emissora, mas sem qualquer confirmação oficial da mesma.

## Vida pessoal

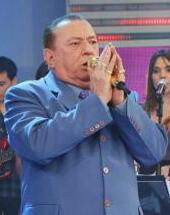
Raul Gil em 2009

Raul é casado desde 1960 com a escritora Carmem Sanchez Gil.
Desta união nasceram seus dois filhos: a jornalista e apresentadora Nanci Gil, nascida em 11 de dezembro de 1960, mesmo dia que Raul lançou-se como cantor. Ela ficou como jurada do programa até 2013. E em 1965, nasceu o jornalista e diretor de TV, Raul Gil Júnior. Além de ter três netas: Raquel, filha de Nanci e Carolina e Ana Helena, filhas de Júnior. É tio do humorista Marquito, que apareceu pela primeira vez em seu programa de TV, fazendo o robô Robogildo no quadro “O que é o que é” e o pizzaiolo na “Boca do forno”.

## Filmografia

### Televisão
| Ano                                       | Programa                 | Emissora      | Função             |
| ----------------------------------------- | ------------------------ | ------------- | ------------------ |
| 1957                                      | Calouros Toddy           | TV Paulista   | Participante       |
| 1960–67                                   | Show Riso                | TV Excelsior  | Vários personagens |
| 1960–67                                   | My Fair Show             | TV Excelsior  | Vários personagens |
| 1967–70                                   | Raul Gil Room            | TV Excelsior  | Apresentador       |
| 1973–78 1980–81 1984–88 1991–96 1998–2005 | Programa Raul Gil        | Record        | Apresentador       |
| 1978–80                                   | Programa Raul Gil        | Rede Tupi     | Apresentador       |
| 1981–84 2010–2024                         | Programa Raul Gil        | SBT           | Apresentador       |
| 1988–91                                   | Programa Raul Gil        | TV Rio        | Apresentador       |
| 1996–98                                   | Programa Raul Gil        | Rede Manchete | Apresentador       |
| 2005–2010                                 | Programa Raul Gil        | Band          | Apresentador       |
| 2000                                      | TV 50 Anos               | TV Globo      | Apresentador       |
| 2002                                      | Raul Gil Tamanho Família | Record        | Apresentador       |
| 2008                                      | Raul Gil Tamanho Família | Band          | Apresentador       |
| 2008                                      | Todo Domingo é Natal     | Band          | Apresentador       |

### Cinema
| Ano  | Filme             | Papel                |
| ---- | ----------------- | -------------------- |
| 1961 | Tristeza do Jeca  | Tocador de pratos    |
| 2015 | Tony Tango        | Participante do MLDC |
| 2017 | Internet: O Filme | Ele mesmo            |
| 2018 | Os Incríveis 2    | Esguicho (voz)       |

## Discografia
| Ano  | Disco                    | Gravadora   |
| ---- | ------------------------ | ----------- |
| 1970 | Raul Gil Show            | Continental |
| 1976 | Raul Gil                 | Som         |
| 1982 | Raul Gil Internacional   | RCA         |
| 2001 | As Canções Da Minha Vida | Play Arte   |
| 2002 | Raul Gil (Internacional) | Play Arte   |